# Лихачёва, Вера Дмитриевна
Ве́ра Дми́триевна Лихачёва (4 августа 1937—11 сентября 1981) — советский искусствовед. Доктор искусствоведения, профессор. Дочь академика Д. С. Лихачёва.

## Биография
Родилась в Ленинграде (вместе с сестрой-близнецом Людмилой).
Поступила на факультет теории и истории искусств Института живописи, скульптуры и архитектуры им. И. Е. Репина. Окончила его в 1959 г.
В 1959—1965 гг. В. Д. Лихачёва работала в Государственном Эрмитаже. В 1965 г. защитила кандидатскую диссертацию «Иконографический канон и стиль палеологовской живописи».
На протяжении многих лет преподавала в институте им. Репина; читала курс лекций «Древнерусское искусство» и спецкурс «Искусство Византии». Пристальное изучение византийского искусства в стенах этого учебного заведения было начато ещё М. К. Каргером. Благодаря работе В. Д. Лихачёвой возросла роль изучения древнерусского искусства в рамках академического искусствоведческого образования. Помимо исследования искусства Византии и Древней Руси, она публиковала статьи о памятниках средневекового искусства Сирии, Сванетии, Грузии, Болгарии и Греции. Годы её работы пришлись на время сильного идеологического давления; изучение искусства Средневековья в её интерпретации давало студентам новое понимание современных реалий. Источники по средневековому искусству в это время были малочисленны и труднодоступны, поэтому работа в этой области имела большую ценность. Попытка открыть актуальность древнерусского искусства для нашего времени отразилась в книге, написанной Д. С. Лихачёвым в соавторстве с дочерью Верой — «Художественное наследие Древней Руси и современность» (1971).
В. Д. Лихачёва внесла значительный вклад в методологию изучения и преподавания древнерусского искусства. В преподавании она обращалась к опыту семиотики, иконологии и структурного исследования. Вместе с В. Н. Лазаревым, Г. К. Вагнером и другими отечественными и европейскими искусствоведами она утверждала идею интернациональности средневековой христианской культуры, что привело к отходу от устаревшего представления о «замкнутости» художественного мира Древней Руси.
В 1978 г. защитила докторскую диссертацию («Искусство книжной графики Византии»). Ей было присвоено звание профессора.
В 1970-х гг. принимала участие в международных конференциях и симпозиумах (Бухарест, 1971; Афины, 1976; Тбилиси, 1979; Тырново, 1979; Бирмингем, 1980; София, 1981). В конце 1970-х гг. читала лекции по византийскому и древнерусскому искусству в Югославии, Италии, Австрии, Англии.
В 1979 г. вошла в состав редколлегии журнала «Византийский временник».
Погибла 11 сентября 1981 года.
Муж — архитектор Юрий Курбатов; дочь Зинаида (Зинаида Юрьевна Курбатова) (р. 1966 г.).

## Память
В 1981 г., посмертно, вышла уже подготовленная к печати работа «Искусство Византии IV—XV веков».
В 1989 г. в московском издательстве «Наука» был издан сборник статей: «Византия и Русь. Памяти Веры Дмитриевны Лихачевой (1937—1981)».
В 2012 г. в Институте им. И. Е. Репина прошла международная конференция, посвящённая памяти В. Д. Лихачёвой. Был опубликован сборник, в который были включены как доклады, так и воспоминания о В. Д. Лихачёвой её коллег и учеников.